# Monarquía feudal
Las monarquías feudales son  aquellas que se desarrollaron en el período de la Edad Media en la Europa Occidental, caracterizadas por la imposición de monarquías hereditarias patrimonializadas en fuertes dinastías en el espacio de los reinos que surgen frente a los poderes universales (papa y emperador) y como cúspide de las relaciones de vasallaje propias del feudalismo. Su localización en el tiempo se sitúa entre el siglo XI y el siglo XIII. La coincidencia temporal con las cruzadas y la fase más expansiva de la Reconquista aumentó el protagonismo de estos reyes, que utilizaron estos procesos para volcar hacia el exterior la necesidad intrínseca del feudalismo por la guerra. En su tiempo también los reyes invitaban a los vasallos, como muestra de riquezas y prosperidad en su reino.

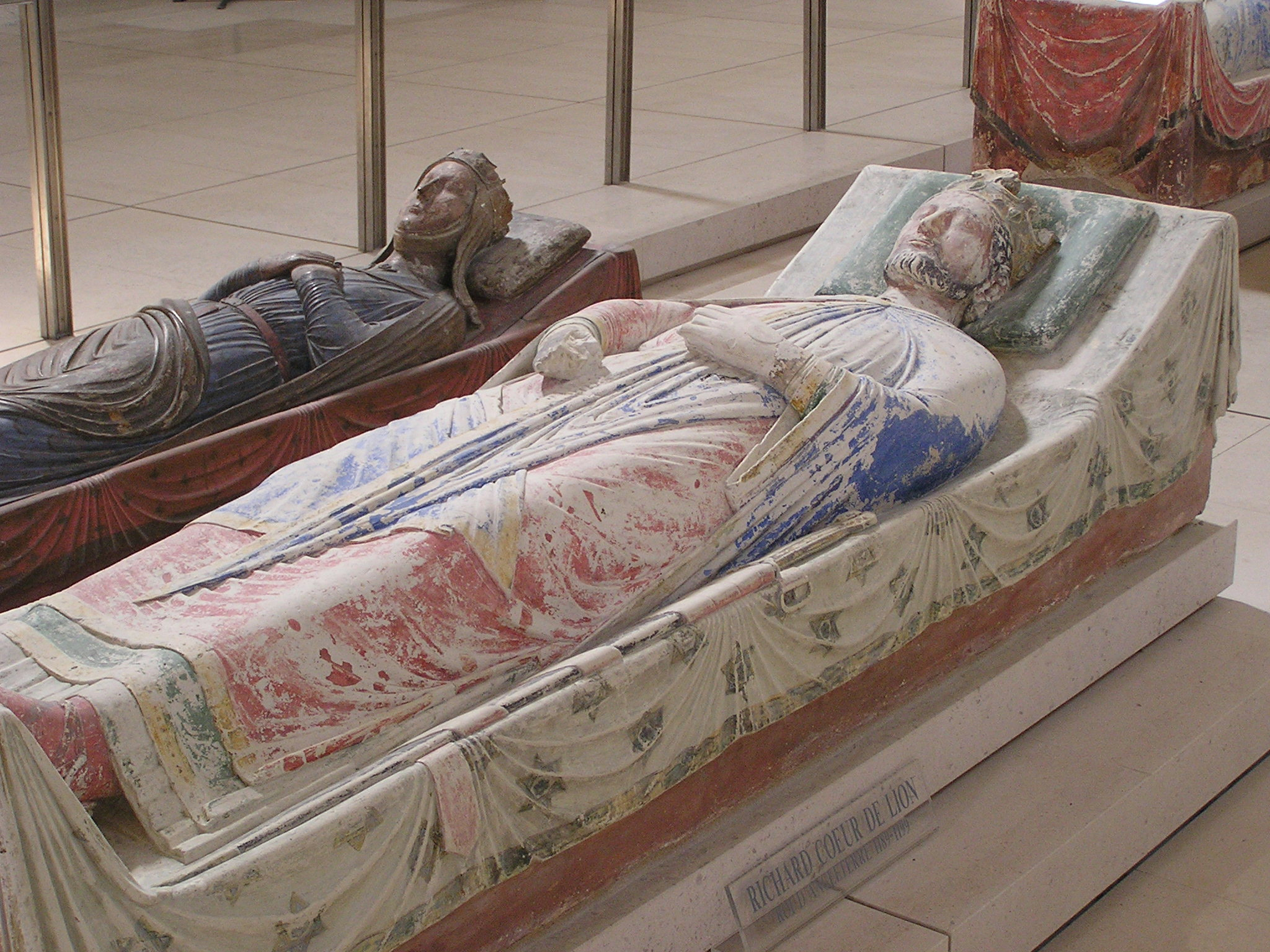
Tumba de Ricardo I de Inglaterra corazón de león en la Abadía de Fontevraud, Chinon (en sus estados de Anjou, Francia). Perfecto ejemplo de caballero cristiano probado en las Cruzadas, su novelesca vuelta a su reino incluyó un cautiverio, un rescate y una regencia (la de su hermano Juan sin Tierra) que alimentó la leyenda de una monarquía popular mitificada en la historia de Robin Hood.
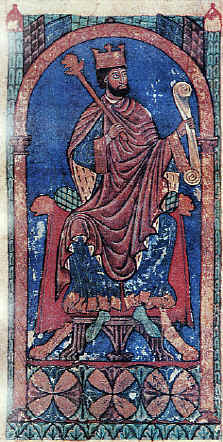
Alfonso VII se coronó en León como Imperator Hispaniae o Imperator totius Hispaniae ("Emperador de España" o "de toda España), recibiendo el homenaje de varios reyes peninsulares, musulmanes incluidos. El título (que ya recibieron algunos otros reyes de León entre los siglos X y XII) no implicó de forma efectiva una subordinación, y cada reino siguió su trayectoria independiente.
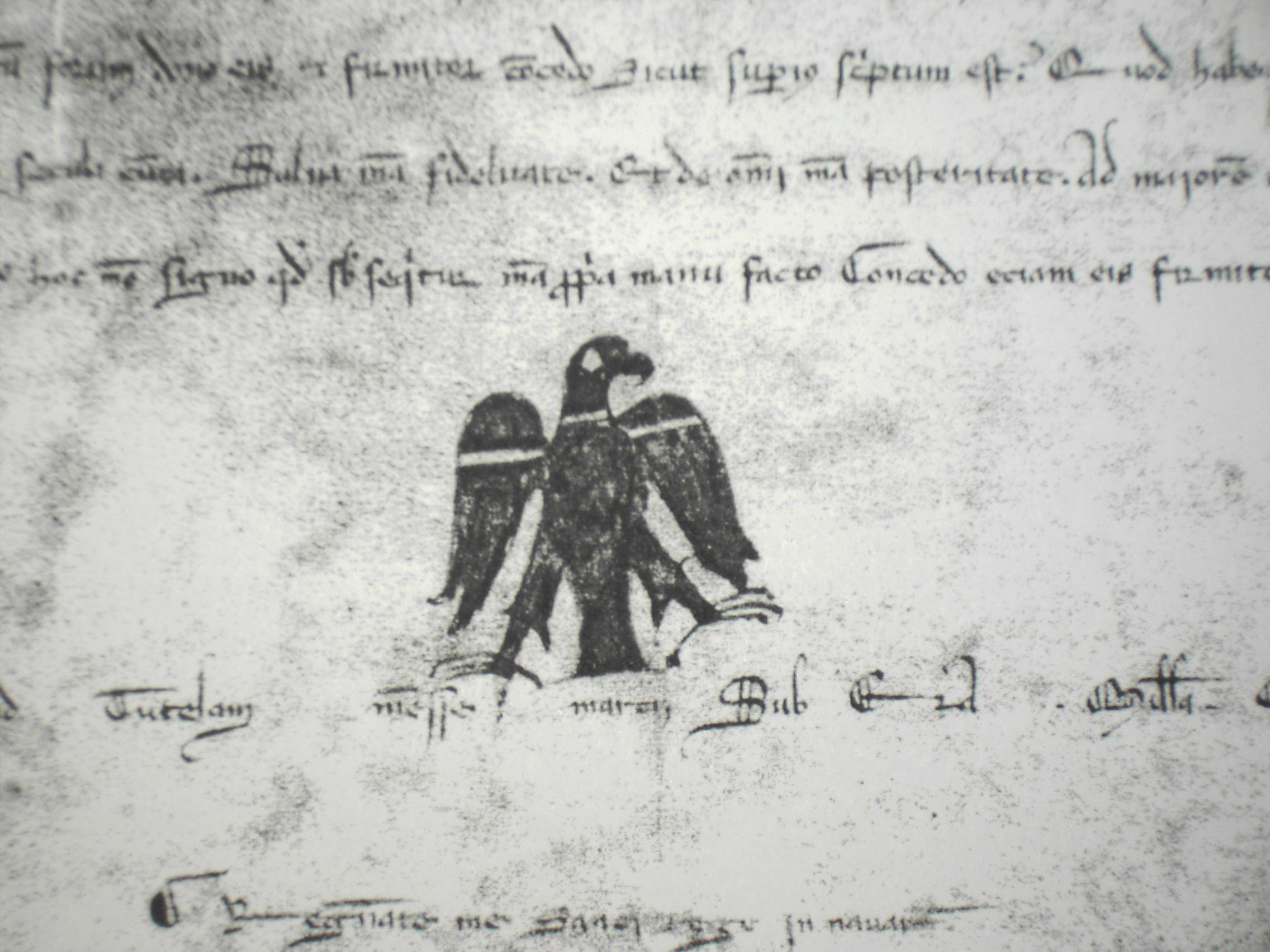
No saber escribir era lo habitual para un noble o un rey, que no tenía entre sus funciones leer o contestar correspondencia: este es el signo de firma de Sancho VI de Navarra, el fuerte o el de las Navas, famoso por haber tomado, en la batalla de las Navas de Tolosa, las cadenas de Miramamolín que aún se exhiben en Roncesvalles y en el escudo de Navarra. Los enormes recursos monetarios que consiguió en ese hecho de armas desequilibraron la cerrada economía europea en los años siguientes.

## Caracterización
A veces se han caracterizado como precoces monarquías nacionales (concepto que no debe utilizarse de una forma anacrónica, puesto que las naciones, tal y como se entenderán en la Edad Contemporánea no se habían formado). Después de 10 años
ya se puede dar por terminada la época de las Invasiones bárbaras, que habían supuesto desde la Antigüedad tardía. Con el asentamiento de vikingos al norte, húngaros y eslavos al este y el retroceso de la presencia musulmana en el sur de Europa, las distintas zonas del mapa europeo empiezan a dibujar identidades, nunca del todo coherentes, sobre todo desde el punto de vista religioso y a veces también étnico y lingüístico (empiezan a aparecer manifestaciones literarias de las lenguas romances). Las monarquías feudales no son una manifestación política de esas confusas identidades, puesto que las confusas y cambiantes fronteras políticas y el concepto más patrimonial y dinástico que nacional de la monarquía lo hacen imposible.
Hacia el interior de sus reinos, los reyes feudales apenas tienen más poder que el que les confiere el mantenimiento de la fidelidad de sus vasallos, sobre todo en la manifestación más importante que es el cumplimiento de la obligación del auxilium: el acudir con su hueste cuando son requeridos para un servicio militar. La capacidad de hacer cumplir esa obligación queda en la práctica en manos del vasallo, si este prefiere su fidelidad a otro señor o ejercer el poder por sí mismo. La sanción de la felonía (incumplimiento de la obligación del vasallaje, bien del señor, bien del vasallo) dependía de la capacidad militar efectiva del que la invocara. Otra cosa era la sanción religiosa de la excomunión, que ponía en manos de la autoridad religiosa un poderoso mecanismo, no menos eficaz por ser de origen espiritual.
La pobreza de impuestos a disposición de los reyes era crónica, y lógica consecuencia de la ruralización en la sociedad feudal y el escaso dinamismo económico de los excedentes de su producción. La base del poder de los reyes consistía justamente en el reparto del patrimonio en tierras entre sus vasallos, en forma de feudo, lo que hacía a éstos en la práctica independientes, atendiendo a la lógica descentralizadora subyacente al sistema feudal, que difunde el poder hacia abajo en las redes vasalláticas.
No existe una relación directa entre el rey y los súbditos: está intermediada por la nobleza feudal, sea laica o eclesiástica (clero). Respondiendo a la obligación-derecho de consilium propia del vasallo a su señora, se hacía necesaria la confirmación de ciertas decisiones del rey por parte de esos cuerpos intermedios (a los que hay que añadir las emergentes ciudades). Tal necesidad tomó forma en la institucionalización de Parlamentos, Cortes, Estados Generales o asambleas semejantes (la más temprana el Alþingi de Islandia, 930, seguida por las Cortes de León, 1118).

## Ejemplos
Son ejemplos las monarquías nórdicas, sobre todo la monarquía normanda de Inglaterra (Plantagenet o dinastía angevina) que se expandió desde Normandía a Inglaterra, el oeste de Francia y Sicilia; la de los Capeto en Francia; y la de la Casa de Borgoña, que se extendió a los reinos cristianos peninsulares al emparentar con la dinastía Jimena (reino de Portugal, reino de León, reino de Castilla, reino de Navarra y Corona de Aragón, en este caso entroncada con la casa condal de Barcelona). La validez de la aplicación estricta del concepto de feudalismo en la península ibérica ha sido discutida ampliamente en la bibliografía española, siendo uno de los puntos de discrepancia entre lo que se ha venido en llamar escuela institucionalista y escuela materialista.

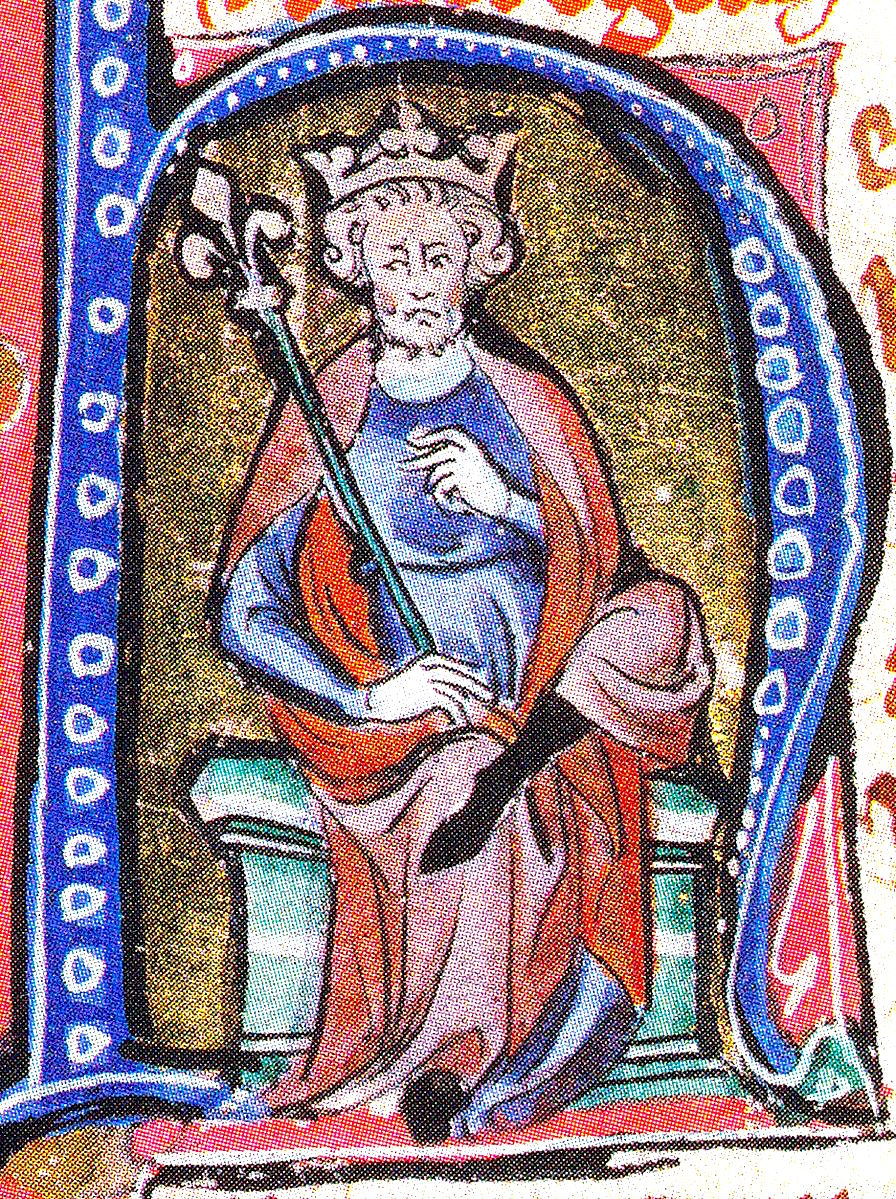
Canuto II de Dinamarca, el Grande, en la ilustración de una letra capitular. Las monarquías nórdicas adoptaron también los usos feudales junto con el cristianismo.
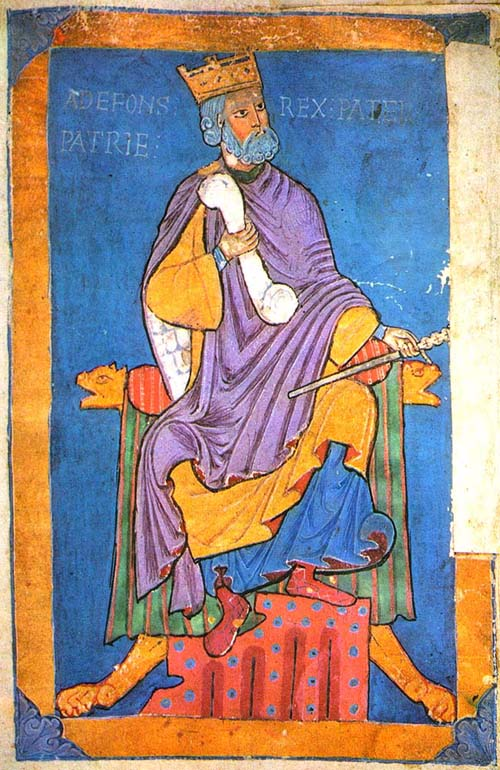
Alfonso VI de Castilla, representado en la ilustración de un códice. El título que le designa es REX PATER PATRIAE (rey padre de la patria).
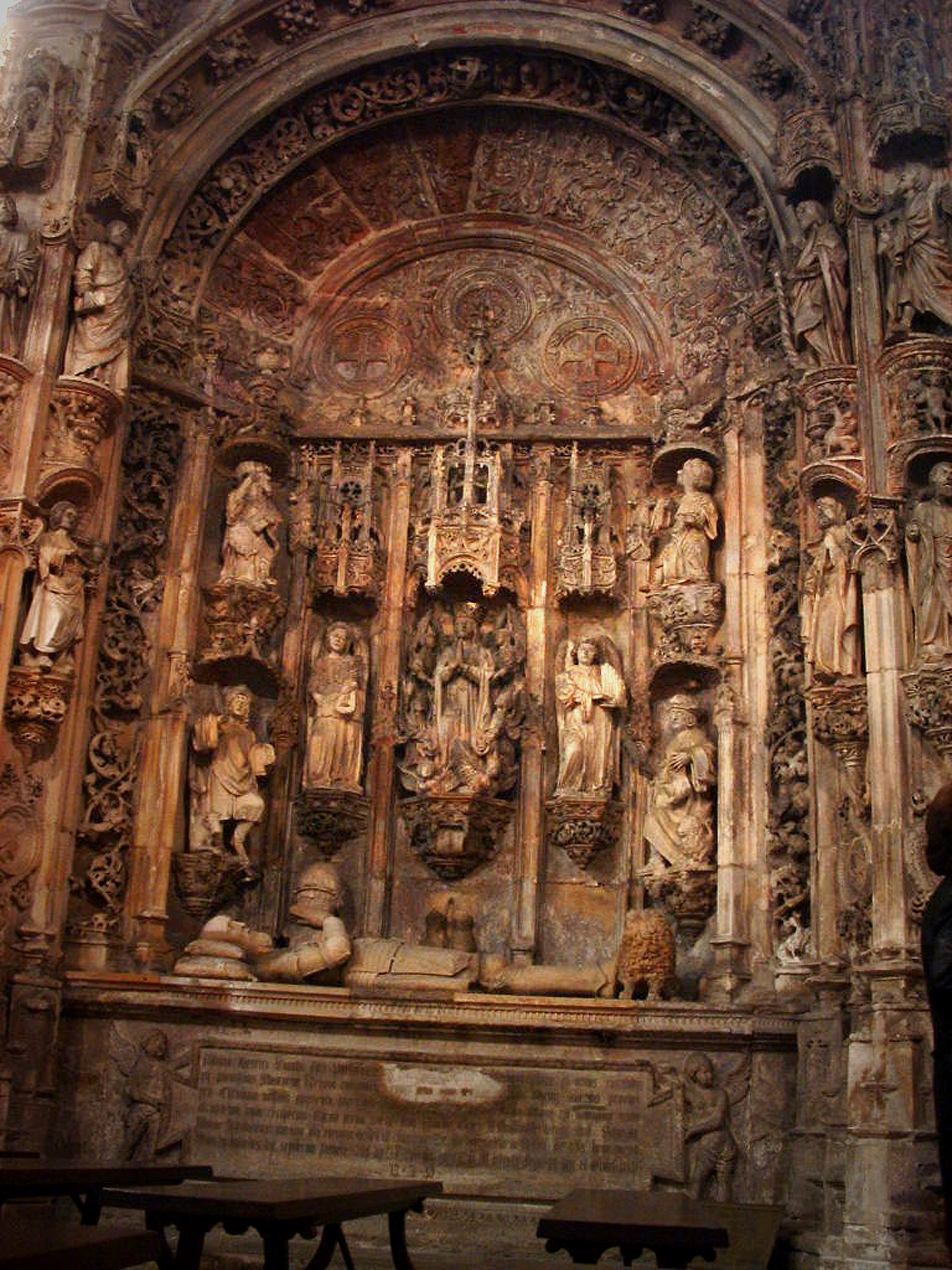
Tumba de Alfonso Enriquez, primer rey de Portugal, en el Monasterio de Santa Cruz, Coimbra.
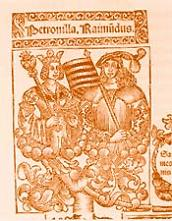
Ramón Berenguer IV de Barcelona y Petronila de Aragón, en un grabado bajomedieval.

## Evolución
Aunque pueden verse características feudales en las monarquías electivas de los pueblos germánicos (visigodos, francos) que se van convirtiendo en hereditarias con su establecimiento en las antiguas provincias del Imperio romano de Occidente, en los siglos VI y VII; puede mejor considerarse como uno de los orígenes de las monarquías feudales la partición del Imperio carolingio en tres reinos con una vaga base geográfica (aunque en perspectiva puede verse como el origen de la formación de las futuras naciones) en el Tratado de Verdún (843).
La evolución posterior de estos territorios es desigual: en el reino de Luis el Germánico, la persistencia del título imperial -extendido difusamente por Alemania e Italia con los Otónidas y los Hohenstaufen, y en conflictiva relación con el papado (querella de las investiduras, güelfos y gibelinos)- no permitirá la constitución de un escalón intermedio entre los poderes universales (a la larga inoperantes) y los poderes locales: nobles, eclesiásticos o corporaciones urbanas (en la práctica independientes, como estados nobiliarios, diócesis cuasisoberanas o ciudades-estado). En el reino de Carlos el Calvo se asentará la poderosa dinastía Capeta identificada con el reino de Francia. El intermedio reino de Lotario será objeto de reparto entre sus ambiciosos vecinos: Italia hacia Alemania y la zona al oeste del Rin hacia Francia, que de todas maneras mantendrán una personalidad diferenciada, y vieron aparecer las poderosas casas originadas en el condado de Provenza y el ducado de Borgoña (incluido Flandes).
En el escenario de los reinos cristianos de la península ibérica, el mecanismo desencadenante de la formación de las monarquías feudales es la expansión frente a Al-Ándalus, que entró en una fase de declive tras la muerte de Almanzor y la desaparición del Califato de Córdoba. Tras el reparto de la herencia de Sancho III el Mayor de Navarra (que había unificado la mayor parte de los núcleos cristianos), Alfonso VI consiguió reunificar los reinos occidentales y una expansión decisiva con la conquista de la taifa de Toledo (además de la más efímera de Valencia por el Cid, protagonista junto a aquel de un famoso episodio de enfrentamiento feudal entre señor y vasallo). Los pequeños núcleos del Pirineo, que con anterioridad solo eran una marca fronteriza carolingia independiente en la práctica (como otras zonas del Imperio), hacen lo propio por el valle del Ebro. La dinámica descentralizadora feudal produce los procesos de separación del reino de León de los reinos de Castilla y Portugal, en este caso con la explícita búsqueda del apoyo del Papa, a quien se transfiere el teórico vasallaje, mecanismo que también se utilizará para resolver el conflicto por la sucesión de Alfonso I el Batallador (que había legado su reino a las órdenes militares, y que terminó produciendo la constitución de nuevo de dos reinos -Aragón y Navarra-).
Los antiguamente llamados vikingos, con el asentamiento definitivo en varios territorios (Inglaterra, Normandía), pasan a institucionalizar reinos perfectamente comparables a los continentales, conversión al cristianismo incluida. De hecho, la dinastía normanda será probablemente la de mayor dinamismo en su expansión.
Con el paso de los siglos de la Baja Edad Media, estas monarquías feudales irán aumentando su autoridad y recursos, por el aumento de la circulación monetaria, la actividad comercial, el crecimiento de las ciudades y el nuevo agente social que es la burguesía (el inicio del proceso de larga duración que se ha denominado transición del feudalismo al capitalismo). Profundo impacto tuvieron también cuestiones institucionales, como la recepción del derecho romano; también la transformación de la tecnología bélica y de la organización social en su torno, que impuso el declive de la caballería pesada en beneficio de las unidades de arqueros o de las primeras armas de fuego (Guerra de los Cien Años, Guerra de Granada).
A partir de la crisis del siglo XIV las monarquías feudales se convierten en lo que puede denominarse monarquías autoritarias del Antiguo Régimen. Más adelante, ya en la Edad Moderna, y sobre todo a partir del siglo XVII, se conformarán las monarquías absolutas.